# Canon de pont

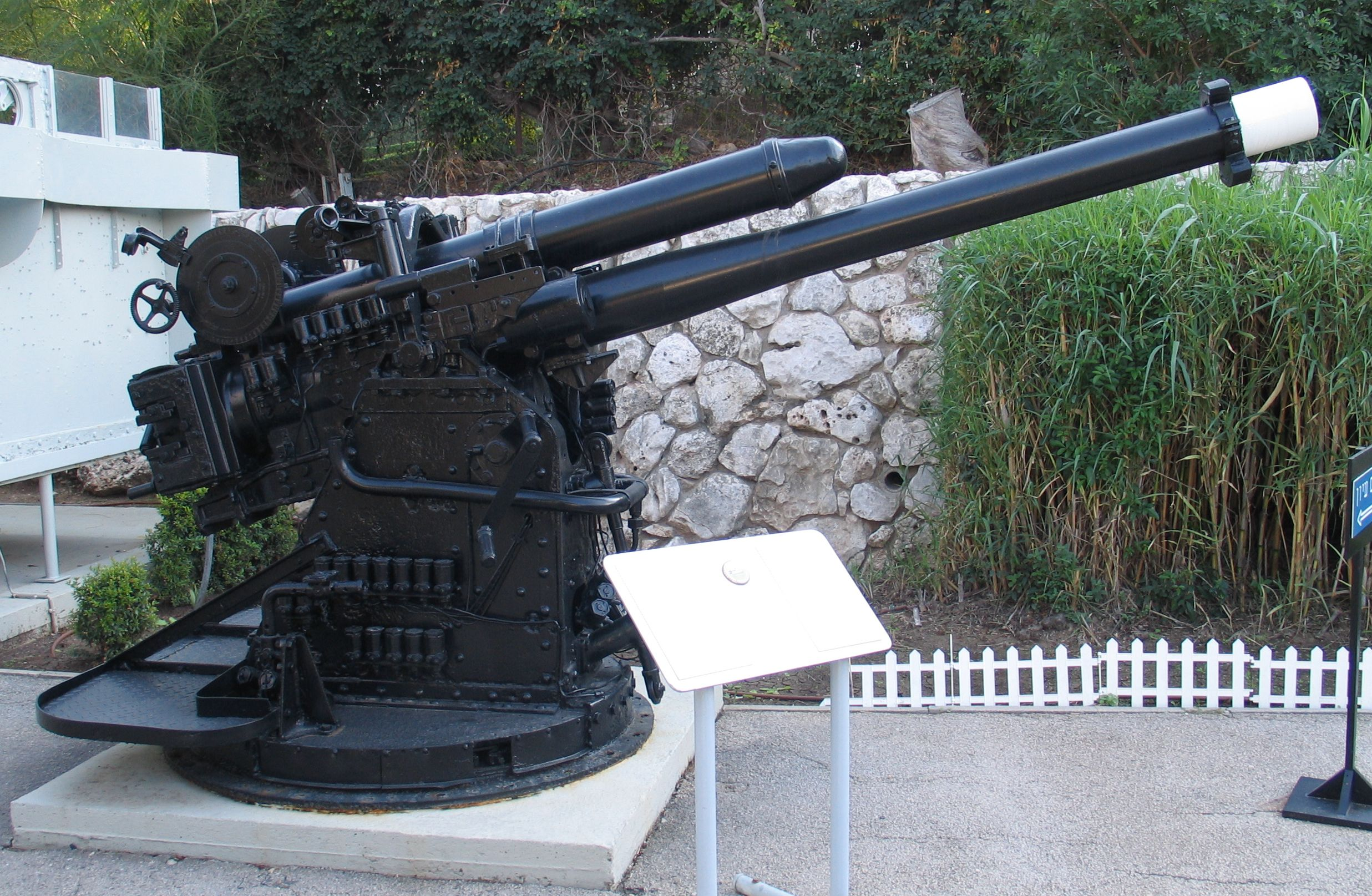
Canon de pont Mk XXII 4-inch (101,6 mm)de sous-marin britanniques Classe S

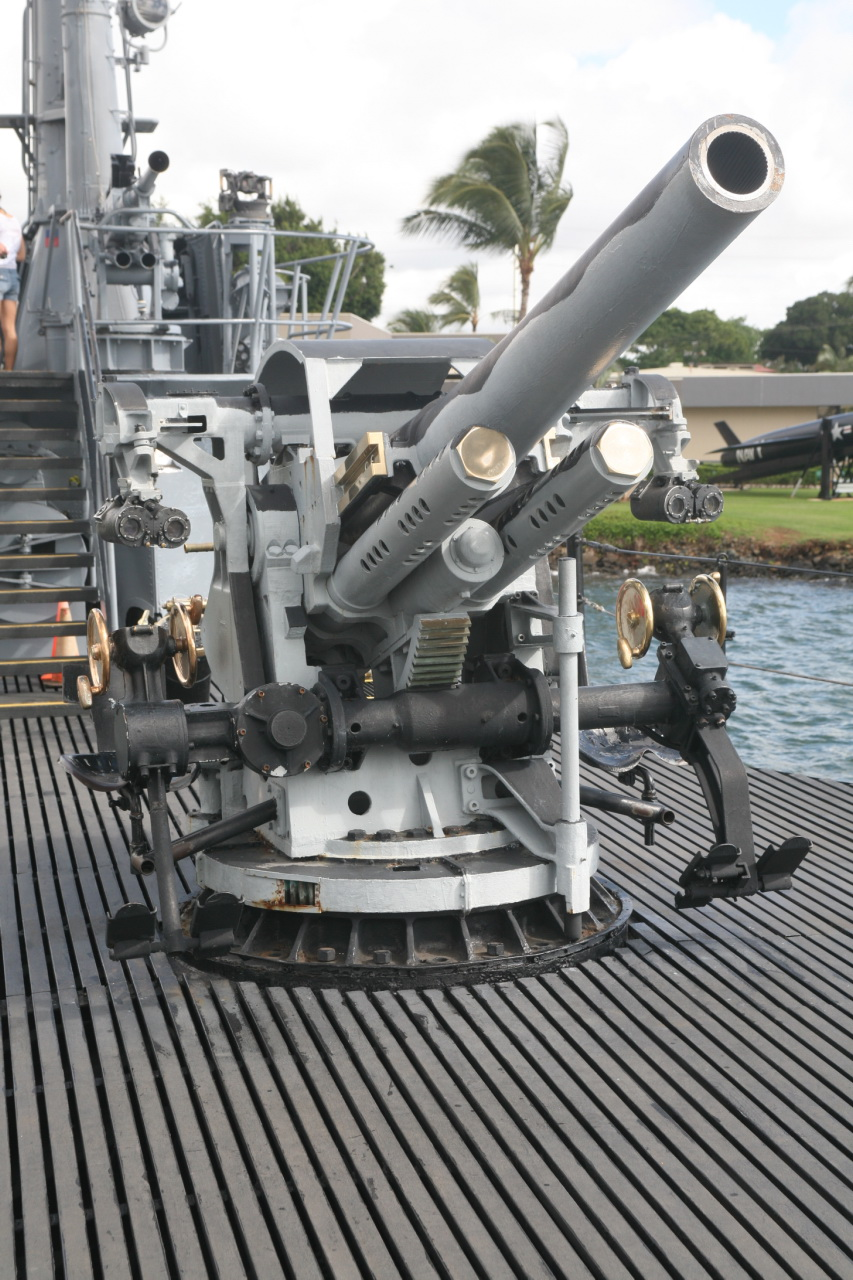
Canon de 5 pouces/25 calibres sur le pont du sous-marin de classe Balao

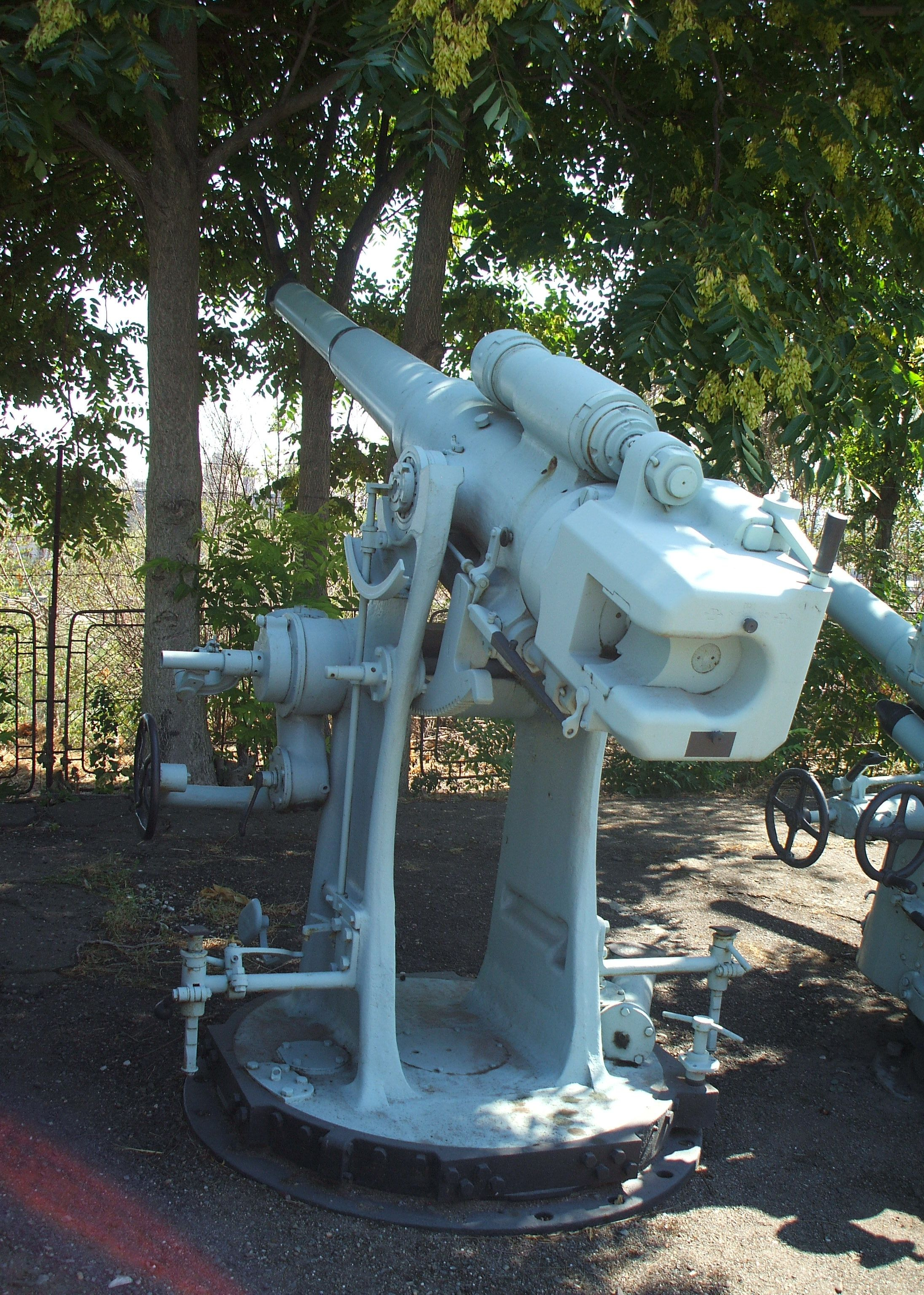
Canon naval Bofors de 102 mm/4 pouces du sous-marin roumain Delfinul

Un canon de pont est un type d'artillerie navale monté sur le pont d'un sous-marin. La plupart des canons de pont des sous-marins étaient à l'air libre, mais quelques sous-marins plus grands plaçaient ces canons dans une tourelle.
Le canon de pont principal était une arme à double usage utilisée pour couler la marine marchande ou bombarder des cibles côtières, ou pour défendre le sous-marin en surface contre les avions et les navires de guerre ennemis. En général, une équipe de trois personnes servait le canon, tandis que d'autres avaient pour tâche d'apporter les munitions. Un petit casier contenait quelques obus "prêts à l'emploi". Avec une équipe expérimentée et bien formée, la cadence de tir d'un canon de pont pouvait être de 15 à 18 coups par minute.
Certains sous-marins disposaient également de canons de pont supplémentaires, comme des canons automatiques et des mitrailleuses pour la défense antiaérienne.
On trouve souvent des canons sans blindage similaires sur les navires de guerre de surface, comme armement secondaire ou défensif (comme le canon de 5 pouces (127 mm)/25 de la marine américaine qui était retiré des cuirassés pour être monté sur les sous-marins), bien que le terme « canon de pont » ne désigne normalement que les canons montés sur les sous-marins.

## Histoire
Bien qu'il ne s'agisse pas techniquement d'un canon de pont, l'USS Holland, le premier sous-marin américain, a été équipé d'un canon à dynamite pneumatique intégré à la proue en 1900.

### Première Guerre mondiale
Le canon de pont a été utilisé pour la première fois par les Allemands pendant la Première Guerre mondiale, et a démontré son utilité lorsque le U-boot avait besoin de conserver ses torpilles ou d'attaquer des navires ennemis qui se trouvaient derrière un convoi. Les capitaines de sous-marins considéraient souvent le canon de pont comme leur arme principale, n'utilisant les torpilles qu'en cas de nécessité (c'est-à-dire dans des situations comme la rencontre d'un navire de guerre ennemi où il était dangereux d'utiliser un canon de pont), car de nombreux sous-marins de la Première Guerre mondiale transportaient dix torpilles ou moins et tiraient généralement plusieurs torpilles simultanément pour augmenter la probabilité de toucher la cible. Lothar von Arnauld de La Perière a utilisé un canon de pont ou une équipe de dynamitage lors de 171 de ses 194 victoires.
Le canon de pont a été introduit dans toutes les forces sous-marines avant la Première Guerre mondiale. Les trois sous-marins britanniques de classe M possédaient un seul canon naval de 12 pouces (305 mm)/40 calibres destiné à tirer pendant que le sous-marin était à l'immersion périscopique avec la bouche du canon au-dessus de l'eau, principalement dans un rôle de bombardement du rivage. Cette conception de la Première Guerre mondiale a été jugée irréalisable lors des essais, car le sous-marin devait faire surface pour recharger le canon, et des problèmes se posaient lorsque des quantités variables d'eau entraient dans le canon avant le tir.

### Seconde Guerre mondiale
Le sous-marin français Surcouf a été lancé en 1929 avec deux canons de 203 mm/50 Modèle 1924 dans une tourelle à l'avant du kiosque. Il s'agissait des plus gros canons portés par un sous-marin après le HMS M1 britannique pendant la Seconde Guerre mondiale. Le Traité naval de Londres de 1930 a limité les canons de sous-marins à un maximum de 155 mm.
Au début de la Seconde Guerre mondiale, les commandants de sous-marins allemands ont privilégié le canon de pont pour des raisons similaires à celles de leurs homologues de la Première Guerre mondiale : le nombre limité de torpilles pouvant être transportées, le manque de fiabilité des torpilles et le fait que leurs navires ne pouvaient se déplacer sous l'eau qu'à faible vitesse sur de courtes distances. Le canon de pont est devenu moins efficace à mesure que les convois devenaient plus grands et mieux équipés et que les navires marchands étaient armés. La navigation en surface devenait également dangereuse à proximité d'un convoi en raison des améliorations apportées au radar et à la radiogoniométrie (voir Navires marchands équipés à des fins défensives (DEMS) et Garde armée de la marine américaine). Les canons de pont des U-boote allemands ont finalement été retirés sur ordre du commandant suprême des U-boote (Befehlshaber der U-Boote ou BdU), et les canons de pont qui restaient n'étaient plus utilisés. Pendant quelques mois en 1943, certains U-Boote opérant dans le golfe de Gascogne ont été équipés de canons anti-aériens améliorés (en contrepartie d'une réduction de la quantité de torpilles), appelés U-Flak, pour être déployés comme escorteurs pour les U-Boote ordinaires. Après que la Royal Air Force ait modifié sa tactique anti-sous-marine, qui rendait trop dangereux pour un sous-marin de rester à la surface pour combattre, les U-Flak ont été remis dans la configuration d'armement standard des U-boote.
Les croiseurs sous-marins japonais ont utilisé des canons navals de 14 cm/40 de type 11 pour bombarder la Californie, la Colombie-Britannique et l'Oregon pendant la Seconde Guerre mondiale.
Deux canons de pont remarquables des U-boote allemands utilisés pendant la Seconde Guerre mondiale étaient le SK C/35 de 8,8 cm (à ne pas confondre avec le 8,8 cm Flak ) et le SK C/32 de 10,5 cm. Le 88 mm avait des munitions qui pesaient environ 14 kg et étaient du type projectile et cartouche. Il avait les mêmes commandes des deux côtés du canon, de sorte que les deux équipiers chargés de tirer pouvaient contrôler le canon de chaque côté. Le 105 mm était une évolution du 88 mm, il était plus précis et avait plus de puissance grâce à la munition de 23 kg qu'il tirait.
Dans la United States Navy (marine américaine), les canons de pont ont été utilisés jusqu'à la fin de la Seconde Guerre mondiale, quelques-uns des sous-marins en étant encore équipés au début des années 1950. De nombreuses cibles de la guerre du Pacifique étaient des sampans ou d'autres petits navires qui ne valaient pas la dépense d'une torpille. Le manque de fiabilité de la torpille Mark 14 jusqu'au milieu de l'année 1943 a également favorisé l'utilisation du canon de pont. La plupart des sous-marins américains ont commencé la guerre avec un seul canon de pont de 3 pouces (76 mm)/50, adopté dans les années 1930 pour décourager les commandants d'engager des escorteurs lourdement armés. Cependant, les vieux sous-marins de Classe S étaient équipés d'un canon de 4 pouces (102 mm)/50, qui a souvent été utilisé pour rééquiper les sous-marins de Classe S de 3 pouces lorsque les sous-marins ont été transférés à des fonctions de formation à partir du milieu de l'année 1942. En 1944, la plupart des sous-marins de première ligne avaient été rééquipés d'un canon de 5 pouces (127 mm)/25, et certains étaient équipés de deux canons de 5 pouces. Les sous-marins de croisière USS Argonaut, Narwhal et Nautilus étaient chacun équipés de deux canons de 6 pouces/53 Mark 18 (152 mm) tels que construits dans les années 1920, le plus gros canon de pont à équiper sur un sous-marin américain.
Dans la Royal Navy, le sous-marin de classe Amphion HMS Andrew a été le dernier sous-marin britannique à être équipé d'un canon de pont (un QF 4 pouces Mk XXIII). Le HMS Andrew a été mis hors service en 1977 et le canon de pont se trouve maintenant au musée des sous-marins de la Royal Navy.
Les derniers sous-marins en service dans une marine à être équipés d'un canon de pont ont été deux des quatre sous-marins de classe Abtao de la marine péruvienne en 1999.

### Source
- (en) Cet article est partiellement ou en totalité issu de l’article de Wikipédia en anglais intitulé « Deck gun » (voir la liste des auteurs).